# Liste der bayerischen Gesandten in Preußen

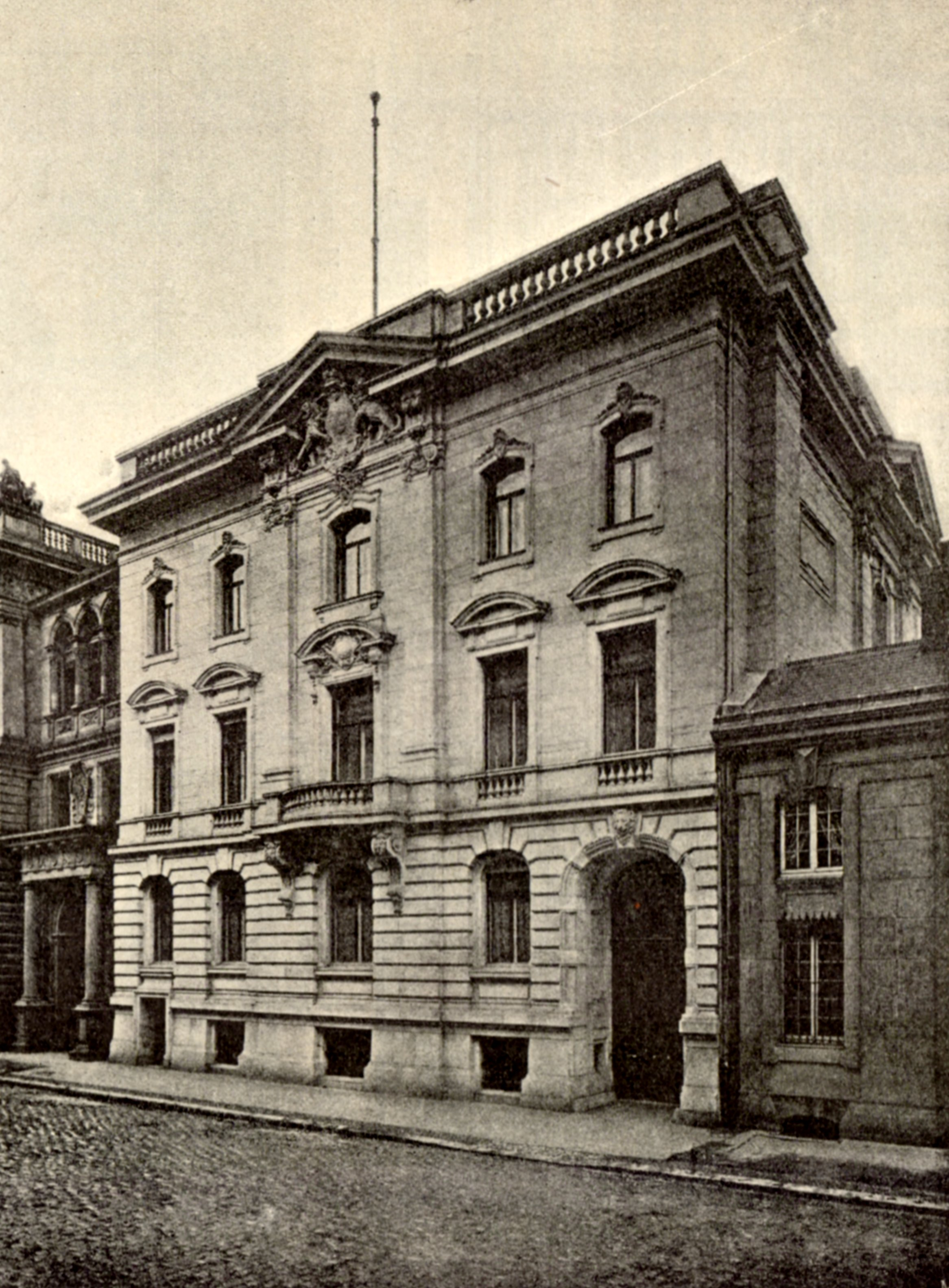
Die Bayerische Gesandtschaft in der Berliner Voßstraße (1896)

Dies ist eine Liste der bayerischen Gesandten in Preußen, ab 1867 beim Norddeutschen Bund und ab 1871 im Deutschen Reich. 1933 wurde die Gesandtschaft in „Vertretung beim Reich“ umbenannt und 1934 aufgelöst. Neben der Bayerischen Gesandtschaft in Berlin bestanden auch zeitweilig Konsulate in Emden (1831–1868), Aachen (1831–1881) und Köln (1831–1880).
1949 wurde die Vertretung als Vertretung des Freistaates Bayern beim Bund neu gegründet. 

## Gesandte

### Gesandte desKurfürstentum Bayern
1740: Aufnahme diplomatischer Beziehungen
...
- 1772–1774: Franz Rudolf von Schwachheim (1731–1804)

...
- 1800–1801: Aloys von Rechberg (1766–1849)
- 1801–1807: Franz Gabriel von Bray (1765–1832)

### Gesandte desKönigreich Bayern
...
- 1810–1813: Friedrich Wilhelm von Hertling (1758–1816)
- 1813–1816: vakant
- 1816–1825: Joseph Maria von Rechberg und Rothenlöwen (1769–1833)
- 1826–1839: Friedrich von Luxburg (1783–1856)
- 1839–1849: Maximilian von und zu Lerchenfeld auf Köfering (1799–1859)
- 1849–1854: Konrad Adolf von Malsen (1792–1867)
- 1854–1858: Ludwig de Garnerin von Montgelas (1814–1892)
- 1858–1860: Otto von Bray-Steinburg (1807–1899)
- 1860–1867: Ludwig de Garnerin von Montgelas (1814–1892)
- 1868–1877: Maximilian Joseph Freiherr Pergler von Perglas (1817–1893)
- 1877–1880: Gideon von Rudhart (1833–1898)
- 1880–1919: Hugo von Lerchenfeld-Köfering (1843–1925)

### Gesandte des FreistaatBayern
- 1919–1932: Konrad von Preger (1867–1933)
- 1932–1934: Franz Sperr (1878–1945)

1934: Zwangsauflösung der Vertretung